# العلاقات المجرية السويسرية
العلاقات المجرية السويسرية هي العلاقات الثنائية التي تجمع بين المجر وسويسرا.

## مقارنة بين البلدين
هذه مقارنة عامة ومرجعية للدولتين:
| وجه المقارنة                                              | المجر                                                       | سويسرا                                                                                      |
| --------------------------------------------------------- | ----------------------------------------------------------- | ------------------------------------------------------------------------------------------- |
| المساحة (كم2)                                             | 93.04 ألف                                                   | 41.28 ألف                                                                                   |
| عدد السكان (نسمة)                                         | 9.78 مليون                                                  | 8.21 مليون                                                                                  |
| الكثافة السكانية (ن./كم²)                                 | 105.12                                                      | 198.89                                                                                      |
| العاصمة                                                   | بودابست                                                     | برن                                                                                         |
| اللغة الرسمية                                             | لغة مجرية                                                   | اللغة الألمانية، اللغة الإيطالية، لغة فرنسية، اللغة الرومانشية، الألمانية السويسرية الموحدة |
| العملة                                                    | فورنت مجري                                                  | فرنك سويسري                                                                                 |
| الناتج المحلي الإجمالي (بليون دولار)                      | 139.14 مليار                                                | 678.89 مليار                                                                                |
| الناتج المحلي الإجمالي (تعادل القوة الشرائية) بليون دولار | 260.42 مليار                                                | 518.07 مليار                                                                                |
| الناتج المحلي الإجمالي الاسمي للفرد دولار أمريكي          | 12.36 ألف                                                   | 80.94 ألف                                                                                   |
| الناتج المحلي الإجمالي للفرد دولار أمريكي                 | 25.07 ألف                                                   | 59.54 ألف                                                                                   |
| مؤشر التنمية البشرية                                      | 0.828                                                       | 0.930                                                                                       |
| رمز المكالمات الدولي                                      | +36                                                         | +41                                                                                         |
| رمز الإنترنت                                              | .hu                                                         | .ch، .swiss ‏                                                                                |
| المنطقة الزمنية                                           | ت ع م+01:00، ت ع م+02:00، أوروبا/بودابست ‏، توقيت وسط أوروبا | توقيت وسط أوروبا، ت ع م+01:00، ت ع م+02:00، أوروبا/زيورخ ‏                                   |

## مدن متوأمة
في ما يلي قائمة باتفاقيات التوأمة بين مدن مجرية وسويسرية:
- ترتبط Hetvehely [الإنجليزية]‏ مع غافس باتفاقية توأمة.
- ترتبط Sásd [الإنجليزية]‏ مع نيفتنباخ باتفاقية توأمة.
- ترتبط Helvécia [الإنجليزية]‏ مع زيرناخ باتفاقية توأمة.
- ترتبط شوبرون مع Rorschach, Switzerland [الإنجليزية]‏ باتفاقية توأمة منذ 1987.
- ترتبط Edelény [الإنجليزية]‏ مع Worb [الإنجليزية]‏ باتفاقية توأمة.
- ترتبط Ebes [الإنجليزية]‏ مع مايلن باتفاقية توأمة.
- ترتبط Göd [الإنجليزية]‏ مع مونثي باتفاقية توأمة.
- ترتبط Tar, Hungary [الإنجليزية]‏ مع Malleray [الإنجليزية]‏ باتفاقية توأمة.
- ترتبط Jászágó [الإنجليزية]‏ مع Heitenried [الإنجليزية]‏ باتفاقية توأمة.

## منظمات دولية مشتركة
يشترك البلدان في عضوية مجموعة من المنظمات الدولية، منها:
| علم المنظمة | اسم المنظمة                               | تاريخ انضمام المجر | تاريخ انضمام سويسرا |
| ----------- | ----------------------------------------- | ------------------ | ------------------- |
|             | مؤسسة التمويل الدولية                     | 29 أبريل 1985      | 29 مايو 1992        |
|             | يونسكو                                    | 14 سبتمبر 1948     | 28 يناير 1949       |
|             | مجموعة أستراليا                           | 1993               | 1987                |
|             | مجموعة الموردين النوويين                  | ?                  | ?                   |
|             | الوكالة الدولية للطاقة                    | ?                  | ?                   |
|             | مؤسسة التنمية الدولية                     | 29 أبريل 1985      | 29 مايو 1992        |
|             | منظمة التعاون الاقتصادي والتنمية          | 7 مايو 1996        | ?                   |
|             | نظام تحكم تكنولوجيا القذائف               | 1993               | 1992                |
|             | المركز الدولي لتسوية المنازعات الاستشارية | 6 مارس 1987        | 14 يونيو 1968       |
|             | وكالة ضمان الاستثمار متعدد الأطراف        | 21 أبريل 1988      | 12 أبريل 1988       |
|             | منظمة حظر الأسلحة الكيميائية              | ?                  | ?                   |
|             | الاتحاد الدولي للاتصالات                  | 1866               | 1866                |
|             | الأمم المتحدة                             | 14 ديسمبر 1955     | 10 سبتمبر 2002      |
|             | منظمة الشرطة الجنائية الدولية             | ?                  | ?                   |
|             | البنك الدولي للإنشاء والتعمير             | 7 يوليو 1982       | 29 مايو 1992        |
|             | منظمة الأمن والتعاون في أوروبا            | 25 يونيو 1973      | 25 يونيو 1973       |
|             | الاتحاد البريدي العالمي                   | ?                  | ?                   |
|             | منظمة التجارة العالمية                    | 1995               | ?                   |
|             | الفريق المعني برصد الأرض                  | ?                  | ?                   |
|             | المنظمة الأوروبية لسلامة الملاحة الجوية   | 1992               | 1992                |
|             | مجلس أوروبا                               | 6 نوفمبر 1990      | ?                   |

## أعلام
هذه قائمة لبعض الشخصيات التي تربطها علاقات بالبلدين:
- بال شميت (13 مايو 1942 – )
- تيميا باشينسكي (لاعبة كرة مضرب سويسرية، 8 يونيو 1989 – )
- غيولا مارسوفسزكي (متسابق دراجات نارية سويسري، 3 يناير 1936 – 17 ديسمبر 2004)
- فيرا روتنبرغ لياتوفيتش (حقوقية سويسرية، 15 أغسطس 1944 – )

## وصلات خارجية
- موقع وزارة الخارجية المجرية
- موقع وزارة الخارجية السويسرية